# Presó de Figueres
La Presó de Figueres és un edifici del municipi de Figueres (Alt Empordà) protegit com a bé cultural d'interès local.
L'edifici en estil eclèctic, segons els plans de l'arquitecte Josep Azemar i Pont (1862-1914), va ser un centre penitenciari l'any de 1917 fins al 2014, quan els interns foren traslladats a la nova presó del Puig de les Basses. El 2023, el consistori i la Generalitat de Catalunya van trobar un acord per a transformar l'edifici en un espai de promoció econòmica i social.

## Descripció
És un edifici que era als afores de la ciutat en el moment de la construcció, però proper a la zona de la Creu de la Mà en l'actualitat. Edifici fortificat per ús penitenciari, de planta quadrada amb un cos rectangular a davant per oficines i vigilància. L'edifici pròpiament dels presos té un primer pis cobert per terrasses i llocs de vigilància, i un cos de dos pisos central. A la planta baixa les obertures són en arc de mig punt i als pisos superiors amb llindes emmotllurades. Hi ha un fris, al que correspon un altell, i una cornisa amb merlets. Les teulades són a doble vessant.

## Història
Edificat a l'antiga propietat del Sr. Torres anomenada «pati dels aspres» o «Oliver Gran». El 1904 es promulgà un decret pel que s'ordena la construcció d'aquest centre penitenciari, que no serà definitivament habilitat fins al 1917. El notari Salvador Dalí, pare del pintor, va fer el contracte. Del control de l'edificació va tenir cura una junta formada per l'alcalde, el jutge, dos diputats provincials, cinc consellers, cinc veïns majors d'edat i contribuents. A l'arxiu Municipal de Figueres se'n conserven diversos plànols. Entre les fonts consultables sobre l'edifici hi ha les donacions de Giralt com el Real Decreto creando la Junta para la construcción de la Nueva Cárcel de Figueras. Figueres 1906. Im. M. Alegret. Reg. 27 Topogràfic 1162 o el Pliego de condiciones facultativas y económicas Carcel Celular de Figueres. Figueres. Reg. 572 Topogràfic 1204.